# Ora (Kartoffel)

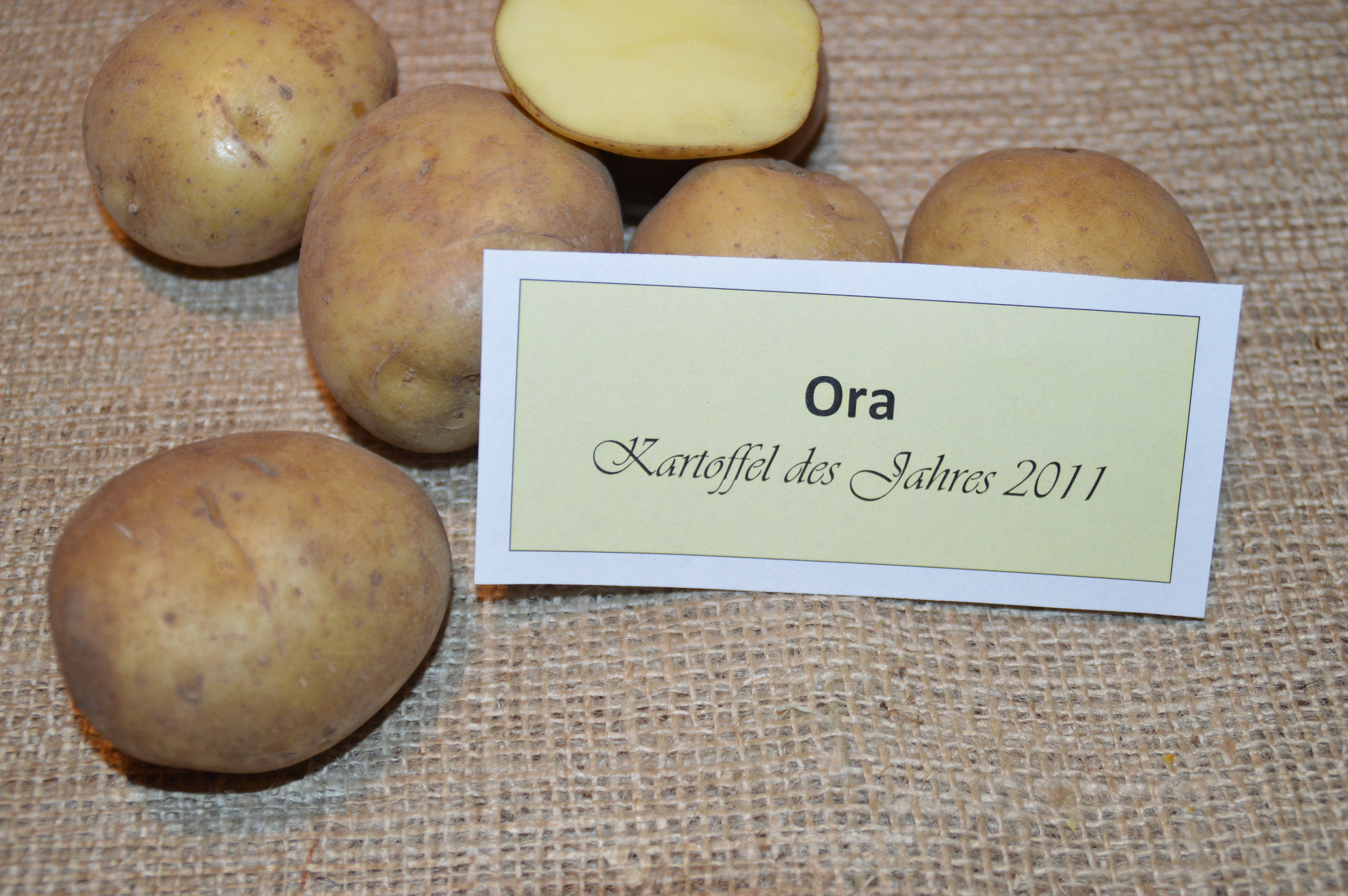

Ora ist eine mehlige Kartoffelsorte. Sie ist auch unter dem Namen Mira bekannt. Am 22. Januar 2011 wurde sie zur Kartoffel des Jahres gewählt.
Sie war aufgrund ihrer Kocheigenschaften auch in Großküchen sehr beliebt. Sie hatte zur Zeit der Sortenzüchtung einen hohen Ertrag.

## Geschichte
Der Züchter Lembke kreuzte auf Poel die Sorte Ora 1940. 1952 erhielt es in der DDR die Zulassung als Sorte. Bis 1980 wurde sie in der Fläche angebaut.